# Gierałcice
Gierałcice [pronunciación en polaco: /ɡʲɛrau̯ˈt͡ɕÉl͡sɛ/] (en alemán: Jeroltschütz) es un pueblo ubicado en el distrito administrativo de Gmina Wołczyn, dentro del Condado de Kluczbork, Voivodato de Opole, en el sur de Polonia occidental. Se encuentra aproximadamente a 4 kilómetros al sur de Wołczyn, a 12 kilómetros al oeste de Kluczbork, y a 37 kilómetros al norte de la capital regional Opole.